# Wacoro
Wacoro es una localidad y comuna del círculo de Dioila, región de Kulikoró, Malí. Su población era de 15.472 habitantes en 2009.